# El grito en el cielo
El Grito en el Cielo es el nombre que recibe el segundo disco del grupo granadino de power metal sinfónico Anima Adversa. Fue grabado a partir de octubre del año 2008 en los estudios Bomtrack de Úbeda (Jaén), bajo la producción de David Castro y vio la luz a principios del año 2009. El disco fue, en julio de 2010, premiado por la Unión Fonográfica Independiente como mejor álbum de Heavy de los Premios de la Música Independiente, tras una selección de jurado y una posterior votación popular.

## Lista de canciones
1. Condena
2. Sisyphos
3. El Hombre Terminal
4. Liberación
5. Nautilus
6. Todo Quedará Así
7. ¡Que nada os detenga!
8. ¡Al Abordaje!
9. El Disfraz de la Mariposa

## Formación grupal
- Agustín Lasanta - voz
- Alberto Burkhardt - guitarra
- Dani Arjonilla - guitarra
- Juanpy Guzmán - bajo
- Jesús Martínez - teclados
- Miguel Ángel Almi - batería

## Colaboraciones
- Félix de la Fuente - gráficas
- Rocío García - voz en "Condena" y "Liberación"
- Chema Lapuente - voz del capitán en ¡Que nada os detenga!
- Fran Suárez (ex Moonlight Fear) - solo de guitarra en "Nautilus"